# Probopyrus fluviatilis
Probopyrus fluviatilis is een pissebed uit de familie Bopyridae. De wetenschappelijke naam van de soort is voor het eerst geldig gepubliceerd in 1892 door Weber.